# IL3RA
IL3RA (англ. Interleukin 3 receptor subunit alpha) – білок, який кодується однойменним геном, розташованим у людей на X-хромосомі. Довжина поліпептидного ланцюга білка становить 378 амінокислот, а молекулярна маса — 43 330.
| 10         |  | 20         |  | 30         |  | 40         |  | 50         |
| ---------- |  | ---------- |  | ---------- |  | ---------- |  | ---------- |
| MVLLWLTLLL |  | IALPCLLQTK |  | EDPNPPITNL |  | RMKAKAQQLT |  | WDLNRNVTDI |
| ECVKDADYSM |  | PAVNNSYCQF |  | GAISLCEVTN |  | YTVRVANPPF |  | STWILFPENS |
| GKPWAGAENL |  | TCWIHDVDFL |  | SCSWAVGPGA |  | PADVQYDLYL |  | NVANRRQQYE |
| CLHYKTDAQG |  | TRIGCRFDDI |  | SRLSSGSQSS |  | HILVRGRSAA |  | FGIPCTDKFV |
| VFSQIEILTP |  | PNMTAKCNKT |  | HSFMHWKMRS |  | HFNRKFRYEL |  | QIQKRMQPVI |
| TEQVRDRTSF |  | QLLNPGTYTV |  | QIRARERVYE |  | FLSAWSTPQR |  | FECDQEEGAN |
| TRAWRTSLLI |  | ALGTLLALVC |  | VFVICRRYLV |  | MQRLFPRIPH |  | MKDPIGDSFQ |
| NDKLVVWEAG |  | KAGLEECLVT |  | EVQVVQKT   |  |            |  |            |

A: Аланін

C: Цистеїн

D: Аспарагінова кислота

E: Глутамінова кислота

F: Фенілаланін

G: Гліцин

H: Гістидин

I: Ізолейцин

K: Лізин

L: Лейцин

M: Метіонін

N: Аспарагін

P: Пролін

Q: Глутамін

R: Аргінін

S: Серин

T: Треонін

V: Валін

W: Триптофан

Кодований геном білок за функцією належить до рецепторів. 
Задіяний у такому біологічному процесі, як альтернативний сплайсинг. 
Локалізований у мембрані.